# Trębna
Trębna (niem. Trommelberg, 590 m n.p.m.) – szczyt w Krzeszowskich Wzgórzach.

## Położenie
Trębna znajduje się na południowo-wschodnim zboczu Krzeszowskich Wzgórz, nad Grzędami Górnymi. Stanowi jedną z licznych kulminacji w bocznych, rozczłonkowanych małymi dolinkami, grzbiecikach. Południowym zboczem prowadzi lokalna szosa z Kochanowa do Grzęd i Czarnego Boru.

## Budowa geologiczna
Jest zbudowana z permskich zlepieńców porfirowych.

## Roślinność
Na wierzchołku i wschodnim zboczu rośnie las, ale większość zboczy zajmują zarastające użytki rolne. 